# Haematopota paulettae
Haematopota paulettae är en tvåvingeart som beskrevs av Alex Fain 1947. Haematopota paulettae ingår i släktet Haematopota och familjen bromsar.
Artens utbredningsområde är Kongo. Inga underarter finns listade i Catalogue of Life.